# 托讷
托讷（法語：Thônes，法語發音：[ton]）是法国上萨瓦省的一个市镇，位于该省中部，属于阿讷西区。

## 地理
托讷（45°52'56"N, 6°19'32"E）面积52.33 平方千米，位于法国奥弗涅-罗讷-阿尔卑斯大区上萨瓦省，该省份为法国东部省份，历史上为薩伏依的一部分，北与瑞士接壤，西接安省，南至萨瓦省，东与瑞士和意大利接壤。
与托讷接壤的市镇（或旧市镇、城区）包括：阿莱克斯、拉巴尔姆德蒂、莱克莱、拉克吕萨、馬尼戈、塔卢瓦尔-蒙曼、莱维拉尔叙托讷。
托讷的时区为UTC+01:00、UTC+02:00（夏令时）。

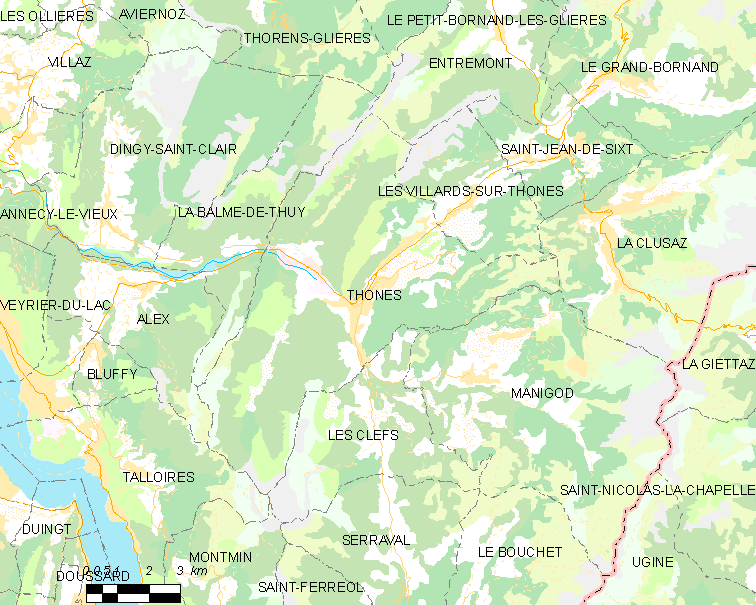
托讷的OSM定位图

## 行政
托讷的邮政编码为74230，INSEE市镇编码为74280。

## 政治
托讷所属的省级选区为法韦日-塞特内县。

## 人口

1962-2008年间托讷人口变化图示

托讷于2022年1月1日时的人口数量为6654人。